# Smeerkaasarrest
Het Smeerkaasarrest (Cass. 27 mei 1971, Arr. Cass. 1971, 959; S.E.W. 1972, 42.), ook wel arrest Franco-Suisse Le Ski, is een arrest van het Belgische Hof van Cassatie van 27 mei 1971 waarin werd gesteld dat een verdrag met rechtstreekse toepasselijkheid in de interne Belgische rechtsorde de voorrang heeft op de wetten van het Belgische Parlement en ook op de grondwet, zelfs wanneer deze wetten dateren van na de wet die het verdrag heeft goedgekeurd.

## Aanleiding
Een koninklijk besluit (KB) van 1958 stelde invoerheffingen in voor bepaalde zuivelproducten. Producten ingevoerd vanuit andere EEG-lidstaten werden hiervan niet vrijgesteld. De Europese Commissie bracht in 1961 de Belgische regering op de hoogte dat dit in strijd was met art. 12 van het EEG-verdrag (dat overigens nog maar recent in werking was getreden). Art 12. luidt: "De Lid-Staten onthouden zich ervan onderling nieuwe in- en uitvoerrechten of heffingen van gelijke werking in te voeren en de rechten en heffingen te verhogen welke zij in hun onderlinge handelsbetrekkingen toepassen". Dit was de zogenaamde "standstill" van bestaande heffingen. Uiteindelijk werd in 1964 bij het Europees Hof van Justitie beslist dat België zijn verplichtingen niet nakwam, waarna de heffingen op nul werden gezet en ten slotte werd in 1965 het KB afgeschaft.

## Zaak
Een kaasbedrijf (fromagerie), de NV Franco-Suisse Le Ski, had door deze heffing grote financiële verliezen geleden. Een paar maanden later in 1965 na de afschaffing van de heffing, wilde het bedrijf de betaalde heffingen terugvorderen van de Belgische staat. De rechtbank van eerste aanleg in Brussel wees de vordering af omdat art. 12 van het verdrag niet direct van toepassing zou zijn. Het bedrijf ging in beroep, waar het gelijk kreeg. Het Hof van Beroep van Brussel stelde dat het internationale recht (met directe werking) voorrang heeft op het nationaal recht, zelfs als de Belgische wet recenter is. In 1968 kwam er een wet die zei dat betaalde heffingen onherroepelijk zijn en geen aanleiding kunnen geven tot betwisting tegenover de overheid. De overheid ging op haar beurt in cassatie bij het Hof van Cassatie, maar het Hof bevestigde de eerdere uitspraak in het voordeel van NV Franco-Suisse Le Ski.

## Gevolgen
Uit het Smeerkaasarrest volgt dat wanneer er een conflict bestaat tussen een internrechtelijke norm en een internationaalrechtelijke norm met rechtstreekse gevolgen in de interne rechtsorde, dan moet de door het verdrag bepaalde regel voorgaan. Deze voorrang volgt uit de aard zelf van de bij het verdrag bepaald internationaal recht. Volgens het Smeerkaasarrest is elke rechter verplicht de toepassing van een wet of een decreet te weigeren, wanneer deze wet of dit decreet in strijd is met een verdrag met directe werking (of self-executing verdrag). In latere rechtspraak heeft het Hof van Cassatie die voorrang beschouwd als een algemeen rechtsbeginsel.
Het meest bekende verdrag met onmiddellijke werking in de interne rechtsorde is (voor België) het Europees Verdrag voor de Rechten van de Mens (EVRM). Een Belgische rechter kan dus een wet of een decreet opzijschuiven wanneer hij van oordeel is dat deze wet of dat decreet in strijd is met een self-executing bepaling van het EVRM.